# Cattedrali in Uzbekistan
Questa è una lista delle cattedrali dell'Uzbekistan.

## Cattedrale cattolica
| Cattedrale                | Diocesi                                    | Città    | Immagine |
| ------------------------- | ------------------------------------------ | -------- | -------- |
| Cattedrale di Gesù Cristo | Amministrazione apostolica dell'Uzbekistan | Tashkent |          |

## Cattedrale ortodossa
| Cattedrale                 | Diocesi                                | Città    | Immagine |
| -------------------------- | -------------------------------------- | -------- | -------- |
| Cattedrale dell'Assunzione | Eparchia di Tashkent e dell'Uzbekistan | Tashkent |          |